# 74824 Tarter
74824 Tarter è un asteroide della fascia principale. Scoperto nel 1999, presenta un'orbita caratterizzata da un semiasse maggiore pari a 2,3794499 UA e da un'eccentricità di 0,1808813, inclinata di 3,62862° rispetto all'eclittica.
L'asteroide è dedicato all'astronoma statunitense Jill C. Tarter.